# Witterswil
Witterswil é uma comuna da Suíça, situada no distrito de Dorneck, no cantão de Soleura. Tem 2,65 km² de área e sua população em 2018 foi estimada em 1.438 habitantes.